# Roselin sombre
Procarduelis nipalensis
Genre
Espèce
Synonymes
- Carpodacus nipalensis (protonyme)

Statut de conservation UICN

 LC  : Préoccupation mineure
Le Roselin sombre (Procarduelis nipalensis) ou Roselin du Népal, est une espèce de passereaux de la famille des Fringillidae.

## Description
Cet oiseau mesure environ 15 cm.
Le mâle présente l'avant de la calotte, les sourcils, le bas des joues et la gorge rose intense. La nuque et les larges traits oculaires sont brun rouge foncé. Cette coloration, très légèrement ponctuée d'une teinte plus claire, recouvre toutes les parties supérieures.

## Répartition
Cet oiseau vit au Bhoutan, en Chine, en Inde, au Laos, en Birmanie, au Népal, au Pakistan, en Thaïlande et au Viêt Nam.

## Habitat
Le roselin sombre est inféodé aux forêts de conifères et de rhododendrons ainsi qu’aux prairies alpines parsemées de buissons en été, transitant, en hiver, dans les cultures et les lisières de forêts.

## Alimentation
Son régime alimentaire se compose de jeunes pousses, de bourgeons, de graines et de baies mais plusieurs observations rapportent qu’il prélève également du nectar de rhododendron et d’holmskioldia. Il est d’ailleurs probable que la morphologie de son bec assez fin soit une adaptation, à faible degré, au butinage de ces fleurs.

## Sous-espèces
D'après Alan P. Peterson, cette espèce est constituée des deux sous-espèces suivantes :
- Carpodacus nipalensis kangrae  Whistler, 1939
- Carpodacus nipalensis nipalensis (Hodgson, 1836).